# Bundestagsausschüsse des 14. Deutschen Bundestages
Ständige Bundestagsausschüsse des 14. Deutschen Bundestages (1998–2002):
| Ausschuss                                                     | Vorsitz                                                           | Fraktion | Stellvertreter                                    | Fraktion | Mitglieder |
| ------------------------------------------------------------- | ----------------------------------------------------------------- | -------- | ------------------------------------------------- | -------- | ---------- |
| Ausschuss für Wahlprüfung, Immunität und Geschäftsordnung     | Erika Simm                                                        | SPD      | Wolfgang Freiherr von Stetten                     | CDU/CSU  | 15         |
| Petitionsausschuss                                            | Heidemarie Lüth                                                   | PDS      | Jutta Müller                                      | SPD      | 29         |
| Auswärtiger Ausschuss                                         | Hans-Ulrich Klose                                                 | SPD      | Carl-Dieter Spranger                              | CDU/CSU  | 40 bzw. 39 |
| Innenausschuss                                                | Willfried Penner ab 17. Mai 2000: Ute Vogt                        | SPD      | Hartmut Büttner                                   | CDU/CSU  | 40 bzw. 39 |
| Sportausschuss                                                | Friedhelm Julius Beucher                                          | SPD      | Klaus Rose                                        | CDU/CSU  | 15         |
| Rechtsausschuss                                               | Rupert Scholz                                                     | CDU/CSU  | Hermann Bachmaier                                 | SPD      | 31         |
| Finanzausschuss                                               | Christine Scheel                                                  | Grüne    | Carl-Ludwig Thiele                                | FDP      | 40 bzw. 39 |
| Haushaltsausschuss                                            | Adolf Roth                                                        | CDU/CSU  | Manfred Hampel                                    | SPD      | 42         |
| Ausschuss für Wirtschaft und Technologie                      | Matthias Wissmann ab 7. November 2001: Heinz Riesenhuber          | CDU/CSU  | Christian Müller                                  | SPD      | 40 bzw. 39 |
| Ausschuss für Ernährung, Landwirtschaft und Forsten           | Peter Harry Carstensen                                            | CDU/CSU  | Ulrike Höfken                                     | Grüne    | 26 bzw. 27 |
| Ausschuss für Arbeit und Sozialordnung                        | Doris Barnett                                                     | SPD      | Heidi Knake-Werner ab 11. Oktober 2000: Pia Maier | PDS      | 40 bzw. 39 |
| Verteidigungsausschuss                                        | Helmut Wieczorek                                                  | SPD      | Thomas Kossendey                                  | CDU/CSU  | 38         |
| Ausschuss für Familie, Senioren, Frauen und Jugend            | Christel Riemann-Hanewinckel                                      | SPD      | Anke Eymer                                        | CDU/CSU  | 31         |
| Ausschuss für Gesundheit                                      | Klaus Kirschner                                                   | SPD      | Wolfgang Zöller                                   | CDU/CSU  | 31         |
| Ausschuss für Verkehr, Bau- und Wohnungswesen                 | Eduard Oswald                                                     | CDU/CSU  | Klaus Hasenfratz                                  | SPD      | 42         |
| Ausschuss für Umwelt, Naturschutz und Reaktorsicherheit       | Christoph Matschie                                                | SPD      | Winfried Hermann                                  | Grüne    | 38         |
| Ausschuss für Angelegenheiten der neuen Länder                | Paul Krüger bis 14. August 2001 Werner Kuhn ab 25. September 2001 | CDU/CSU  | Peter Eckardt                                     | SPD      | 15         |
| Ausschuss für Menschenrechte und humanitäre Hilfe             | Claudia Roth ab 14. März 2001: Christa Nickels                    | Grüne    | Christian Schwarz-Schilling                       | CDU/CSU  | 15         |
| Ausschuss für Bildung, Forschung und Technikfolgenabschätzung | Jürgen Möllemann bis 3. April 2000 Ulrike Flach ab 17. Mai 2000   | FDP      | Ulla Burchardt                                    | SPD      | 38         |
| Ausschuss für wirtschaftliche Zusammenarbeit und Entwicklung  | Rudolf Kraus                                                      | CDU/CSU  | Brigitte Adler                                    | SPD      | 26 bzw. 27 |
| Ausschuss für Tourismus                                       | Ernst Hinsken                                                     | CDU/CSU  | Jann-Peter Janssen                                | SPD      | 15         |
| Ausschuss für die Angelegenheiten der Europäischen Union      | Friedbert Pflüger                                                 | CDU/CSU  | Jürgen Meyer                                      | SPD      | 36         |
| Ausschuss für Kultur und Medien                               | Elke Leonhard bis 30. Juni 2000 Monika Griefahn ab 5. Juli 2000   | SPD      | Margarete Späte                                   | CDU/CSU  |            |